# Franz Wagner (koszykarz)
Franz Jacob Wagner (ur. 27 sierpnia 2001 w Berlinie) – niemiecki koszykarz, występujący na pozycji niskiego skrzydłowego. Mistrz świata z 2023, aktualnie zawodnik zespołu Orlando Magic.

## Kariera
W roku 2024 Franz Wagner przedłużył swój kontrakt z Orlando Magic o 5 lat. Oferta okazała się rekordowa. Zgodnie z kontraktem, do 2030 roku otrzyma łącznie między 224 a 270 milionów dolarów. Jest to nie tylko najwyższy kontrakt w historii Orlando Magic, ale podpisując go stał się również najwięcej zarabiającym niemieckim sportowcem wszech czasów, mając zaledwie 22 lata. Franz zarobi więcej niż Nowitzki w całej jego karierze NBA, która trwała ponad dwadzieścia lat.

## Osiągnięcia
Stan na 12 sierpnia 2024, na podstawie, o ile nie zaznaczono inaczej.

### NCAA
- Uczestnik rozgrywek Elite 8 turnieju NCAA (2021)
- Mistrz sezonu regularnego konferencji Big Ten (2021)
- Zaliczony do:
  - I składu:
    - najlepszych pierwszorocznych zawodników Big 10 (2020)
    - CoSIDA Academic All-America (2021)
    - Academic All-Big Ten (2021)

  - II składu Big Ten (2021)
  - składu honorable mention All-American (2021 przez Associated Press)
- Najlepszy pierwszoroczny zawodnik tygodnia Big Ten (3.03.2020, 17.02.2020, 3.02.2020)

### NBA
- Zaliczony do I składu debiutantów NBA (2022)[5]
- Zwycięzca turnieju Clorox Rising Stars (2022)[6]
- Uczestnik turnieju drużynowego Rising Stars Challenge (2022, 2023[7])

### Drużynowe
- Wicemistrz:
  - Eurocup (2019)
  - Niemiec (2018, 2019)
- Finalista Pucharu Niemiec (2018, 2019)

### Indywidualne
- Najlepszy młody niemiecki zawodnik sezonu BBL (2019)
- NBBL Top 4 MVP: 2018
- Debiutant roku w NBBL: 2018
- 2019/20 Big Ten All-Freshman
- 2020/21 All-Big Ten 2nd Team
- Debiutant miesiąca Konferencji Wschodniej: grudzień 2021
- NBA All-Rookie First Team 2022
- Najlepszy zawodnik finałów mistrzostw świata 2023
- Druga drużyna turnieju Mistrzostw Świata 2023
- Gracz tygodnia Konferencji Wschodniej (11-17 listopada 2024)

### Reprezentacja
Seniorska
- Trzecie miejsce na Mistrzostwach Europy (2022)
- Mistrz świata (2023)[8]
- Zaliczony do II składu:
  - turnieju koszykarskiego igrzysk olimpijskich (2024)[9]
  - mistrzostw świata (2023)[10]
- Lider igrzysk olimpijskich w średniej przechwytów (2024 – 2)[11]

Młodzieżowe
- Mistrz turnieju Alberta Schweitzera (2018)
- Uczestnik mistrzostw Europy:
  - U–18 (2019 – 11. miejsce)
  - U–16 (2017 – 13. miejsce)